# Pedro Mártir de Anglería
Pedro Mártir de Anglería, en italiano Pietro Martire d'Anghiera (Arona, Milanesado, 2 de febrero de 1457 - Granada, octubre de 1526), fue un humanista, sacerdote y cortesano al servicio de los Reyes Católicos y de sus sucesores. Fue miembro del Consejo de Indias (1520-26) y cronista de Indias (1520), ocupó diversos cargos eclesiásticos y llevó a cabo una misión diplomática a Egipto. Se le conoce principalmente por sus escritos acerca del descubrimiento de América.

## Biografía
Era oriundo de Agera o Anghiera, al borde del lago Mayor. Es falso su supuesto entronque con los fabulosos condes de Anglería, de quienes habría tomado el nombre.
Humanista del Renacimiento, se educó en Roma. En 1487, Íñigo López de Mendoza y Quiñones, conde de Tendilla, embajador ante el papa Inocencio VIII,  se encontró con él en Roma y, admirado por su talento y conocimiento, decidió contratarlo como instructor de sus hijos, llevándolo consigo a su regreso a Castilla. Mártir acompañó en sus campañas contra el reino nazarí de Granada al Gran Tendilla, quien fue nombrado Adelantado Mayor del ejército castellano en Andalucía y lo introdujo rápidamente en la corte de los Reyes Católicos, hasta su conquista el 2 de enero de 1492. En el campamento de Santa Fe, Mártir entabló amistad con Cristóbal Colón, que trataba por aquel entonces de lograr el patrocinio regio para su proyecto. En recompensa por sus servicios militares y culturales, los reyes lo nombraron en 1492 canon de la catedral de Granada (Mártir se había ordenado sacerdote poco antes) y contino (asalariado de la Corona sin misión prefijada) pero no le concedieron el título nobiliario que él había ambicionado. En 1501 fue nombrado capellán de la reina Isabel.
Asentado a partir de aquella fecha en la corte itinerante, cumplió funciones docentes en el cargo de maestro de los caballeros de la corte. Ese mismo año realizó una embajada para los Reyes Católicos que le llevó hasta Egipto. El motivo era que el sultán de este país, indignado por la persecución a que estaban sometiendo los reyes españoles a los musulmanes granadinos, había amenazado con tomar represalias contra los cristianos de Tierra Santa, o incluso con la guerra. Mártir consiguió apaciguar al sultán y a su regreso fue recompensado con el cargo de deán de Granada. Fruto de este viaje fue su obra titulada Legatio Babylonica.
En 1504 murió la reina Isabel y Mártir, su capellán, escoltó sus restos hasta Granada para darle sepultura. Fue luego nombrado capellán de la nueva reina de Castilla, Juana, y actuó como consejero del rey Fernando II de Aragón, padre de la reina. Desde esta posición trató de mediar sin éxito en el conflicto que enfrentó a Fernando con Felipe el Hermoso, esposo de la reina y por tanto rey consorte. En el turbulento año de 1506, Mártir permaneció en la corte de Felipe, apoyando al flamenco frente al aragonés. A la muerte de aquél y la vuelta de Fernando a Castilla como gobernador en verano de 1507, Mártir de Anglería seguirá en la corte castellana, si bien su influencia decayó por no haber apoyado al Rey Católico.
Con la muerte de Fernando en Madrigalejo el 23 de enero de 1516, su fortuna en la corte cambió. Mártir entabló amistad con Adriano de Utrecht, embajador del príncipe heredero desde Flandes en el último año de vida de su abuelo. Esta amistad será capital, ya que el cardenal de Utrecht era un verdadero contrapoder para el regente cardenal Cisneros. Cuando el nuevo rey, Carlos I, llegó a España tomó a Mártir como consejero de confianza. Mártir alertó al rey, que había partido a Alemania para conseguir la investidura como emperador, de la revuelta que se estaba fraguando en Castilla (hoy conocida como Revuelta de las Comunidades) y cuando estalló trató de mediar entre la nobleza y los comuneros, aun a riesgo de su vida. En recompensa por su actuación, Carlos I le nombró cronista real y, más tarde, abad de Jamaica.
Desempeñó cargos referentes al gobierno de las Indias occidentales:
- En 1518 fue designado consejero en la junta de las Indias.
- En 1524 fue designado miembro del Real y Supremo Consejo de Indias

Falleció en Granada el 30 o 31 de octubre de 1526. En su testamento dispuso ser enterrado en la catedral pero el edificio no estaba aun terminado por aquellas fechas, por lo que es posible que fuera sepultado en la vecina iglesia de San Francisco. Se desconoce el paradero actual de sus restos.
Entre sus alumnos se cuentan los hijos de Cristóbal Colón (Diego y Hernando) y el humanista Maximiliano Transilvano.

## Décadas del Nuevo Mundo

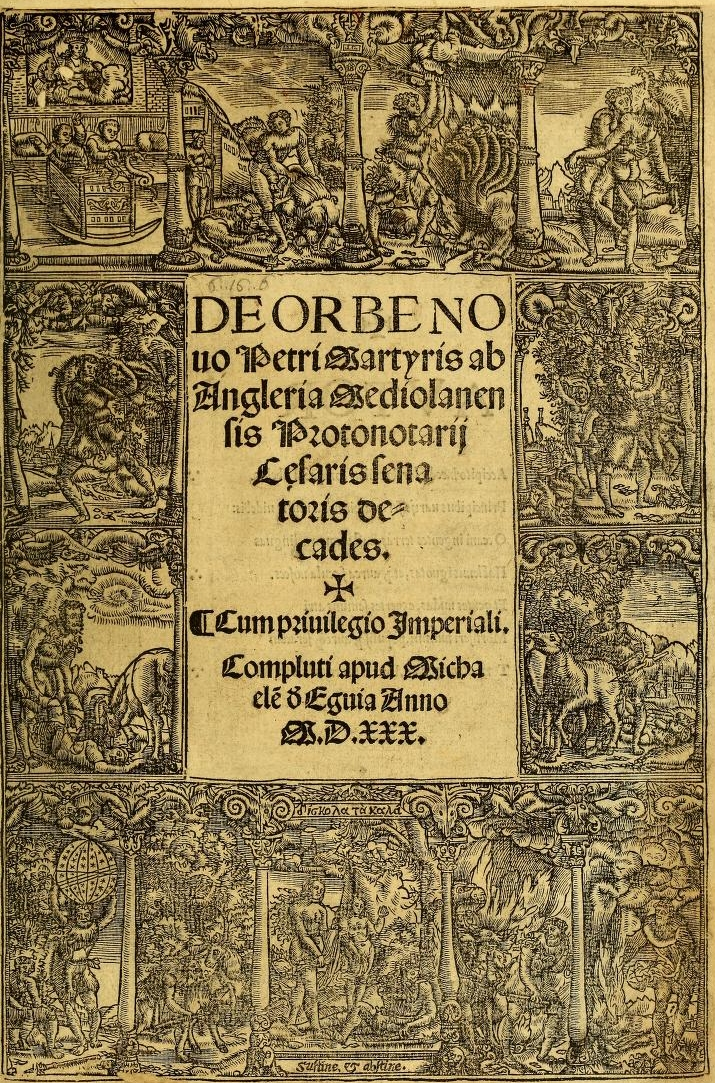
Primera página ilustrada de De Orbe Novo Decades

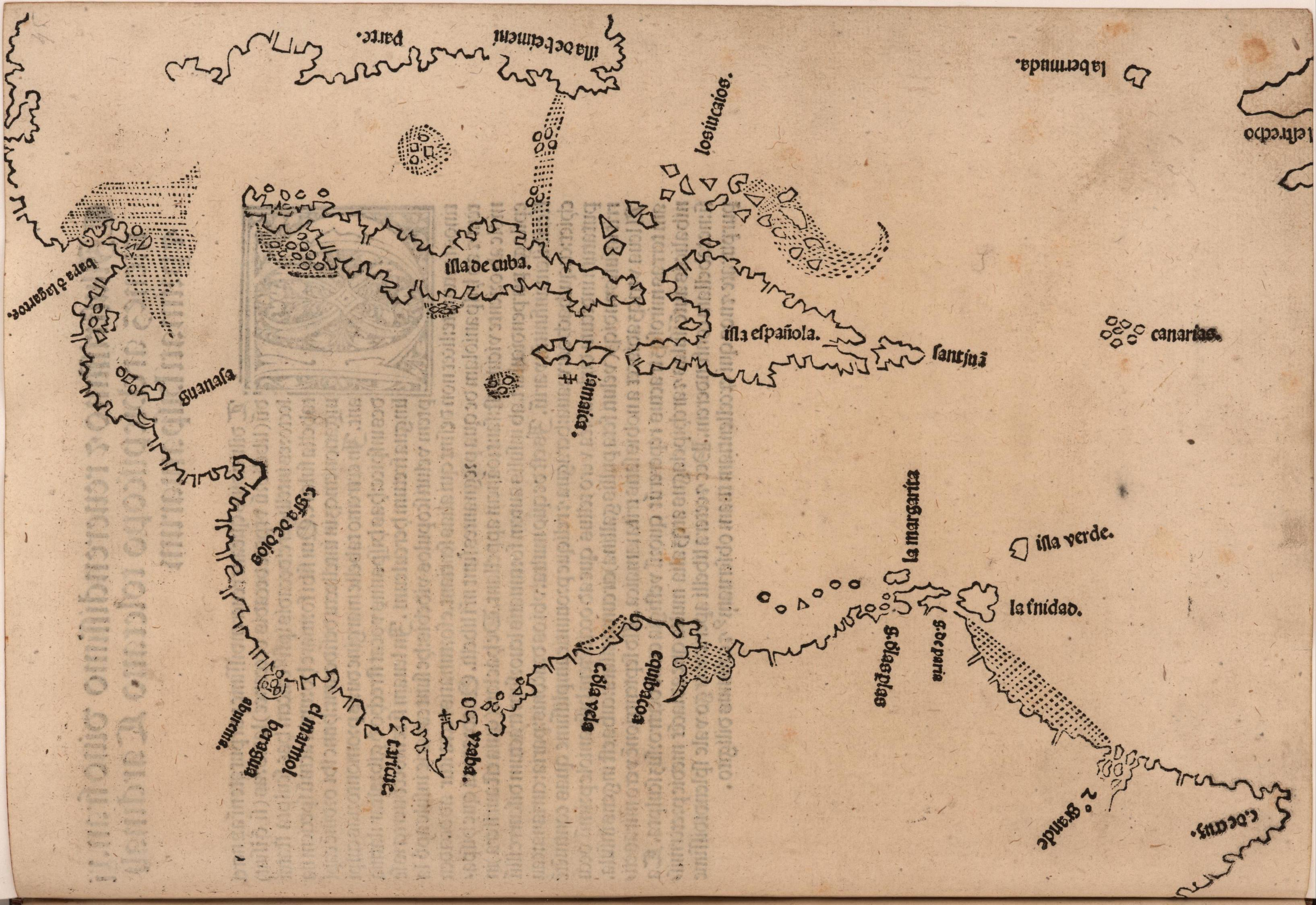
Primer mapa impreso que representa las Américas publicado en P. Martyris Angli Mediolanensis Opera : Legatio Babylonica ; Occeani decas ; Poemata ; Epigrammata (1511)

Escribió, en latín, Legatio Babylonica, Opus epistolarum y las De Orbe Novo Decades (Décadas del Nuevo Mundo), su principal aportación a la historiografía española y americana. Tras su muerte le sucedió en el cargo y en la administración del amplio conjunto de documentos que fue reuniendo el cronista de Castilla Fray Antonio de Guevara.
Las Décadas del Nuevo Mundo son una obra de carácter epistolar escrita a lo largo de más de 30 años, entre 1494 y 1525. El texto recibe el nombre de Décadas porque se encuentra dividida en décadas, a imitación de obras históricas de la Antigua Roma. La obra entera consta de 8 décadas y cada una se divide en 10 capítulos.
Cada década está dedicada a personajes importantes de la época con los que Mártir tenía relación, como papas, cardenales y algunos aristócratas. La obra de Pedro Mártir fue escrita con base en la información que obtenía de entrevistas con los navegantes y conquistadores. Para las décadas cuarta y quinta, que refieren la conquista de México, tomó como referencia las cartas de relación de Hernán Cortés; por ello el autor resalta la expresión “así me lo cuentan”.
La inspiración para la creación de este libro se remonta a “el regreso de Cristóbal Colón de su primer viaje oceánico, cuando Pedro Mártir da la primera muestra del interés que despertó en él la magna empresa".

### Cronología y dedicatorias de las ocho Décadas
Primera Década (1493-1510).
Libro I. 13 de noviembre de 1493. Dedicado a Ascanio Sforza.
Libro II. 29 de abril de 1494. Dedicado a Ascanio Sforza.
Libro III. Año de 1500. Dedicado a Luis de Aragón
Libro del IV al IX. Año de 1501. Dedicado a Luis de Aragón (En 1510 el autor refundió en el libro IX el que había escrito originalmente como libro X, año de 1501, y también dedicado a Luis de Aragón).
Libro X. año de 1510. Dedicado a Íñigo López de Mendoza.
Esta primera Década fue publicada sin autorización de Pedro Mártir, con otros escritos suyos, en Sevilla, 1511.
Segunda década (1514). Dedicada al papa León X.
El libro X está fechado el 4 de diciembre de 1514.
Tercera Década (1514-1516). Dedicada a León X.
Libros del I al IV. Año de 1514.
Libros V y VI. Año de 1515.
Libros del VII al IX. Años de 1515-1516.
Libro X. año de 1516.
Las tres primeras Décadas fueron publicadas por primera vez en Alcalá de Henares, con fecha de 5 de noviembre de 1516.

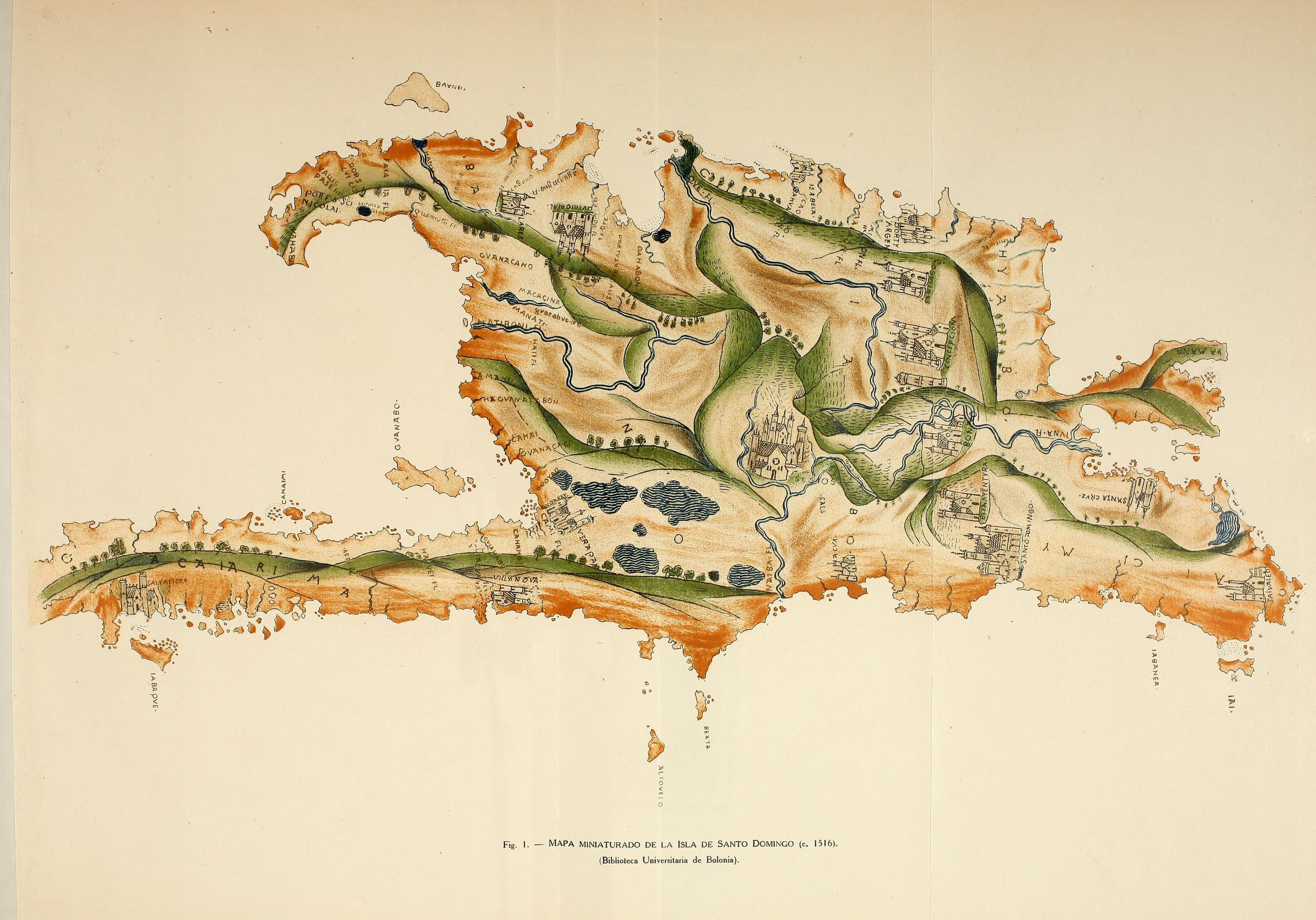
Primer mapa de la isla española realizado por Pedro Mártir en 1516. La isla Española fue de España entera hasta 1604, cuando se realizaron las devastaciones de Osorio.

Cuarta Década (1520). Dedicada inicialmente a León X pero, como el pontífice murió en 1521, la primera edición de esta década (Basilea, 1521) fue dedicada a Margarita, hija del emperador Maximiliano.
Quinta Década (1521-1523). Por fallecimiento de León X a quien pensaba el autor dedicar esta quinta Década, la dedicó a Adriano VI. Por muerte de este, en 1523, la Década fue enviada a Clemente VII, por conducto del arzobispo de Cosenza.
Sexta década (1524). Dedicada al arzobispo de Cosenza para entregarla a Clemente VII.
Séptima década (1524). Dedicada a Francisco María Sforza, duque de Milán. Esta Década la llama Pedro Mártir por ello la “Década ducal”.
Octava Década (1524-1525). Dedicada a Clemente VII. El libro IX está fechado 19 de noviembre de 1525.
Las décadas V a VIII permanecieron inéditas hasta 1530, cuando fueron publicadas en Alcalá por Miguel de Eguía junto con las cuatro primeras. El mismo editor publicó simultáneamente las cartas de Pedro Mártir, bajo el título de Opus epistolarum.

## Otras obras
Mártir conservó copias de las numerosas cartas que escribió a personajes influyentes como los cardenales Ascanio Sforza, Bernardino de Carvajal y Rodrigo Borgia o el humanista Pomponio Leto.  Algunas de ellas fueron publicadas en 1530, tras la muerte de Mártir, en Alcalá de Henares con el título de Opus Epistolarum.
Mártir redactó muchos poemas, por ejemplo en 1493 uno para Rodrigo Borgia, recién elegido papa, titulado Supra casum Hispani regis. En 1520, se publicó en Valencia una colección de poemas de Mártir con el título de Poemata in quibus supreme laudes Catholicorum Regum continentur.

### Estudios críticos
- La visita a las pirámides de Egipto de un erudito renacentista: Mártir De Anglería, por Enrique Gozálbes Cravioto.
- El viaje a Egipto. Primeros viajeros españoles y primeras miradas de la investigación española hacia las tierras del Nilo, por María José López Grande
- Fuentes de la historia de la lengua española: Pedro Mártir de Anglería, por Jens Lüdtke.

- Datos: Q163381
- Multimedia: Peter Martyr d'Anghiera / Q163381